# 尾西信用金庫

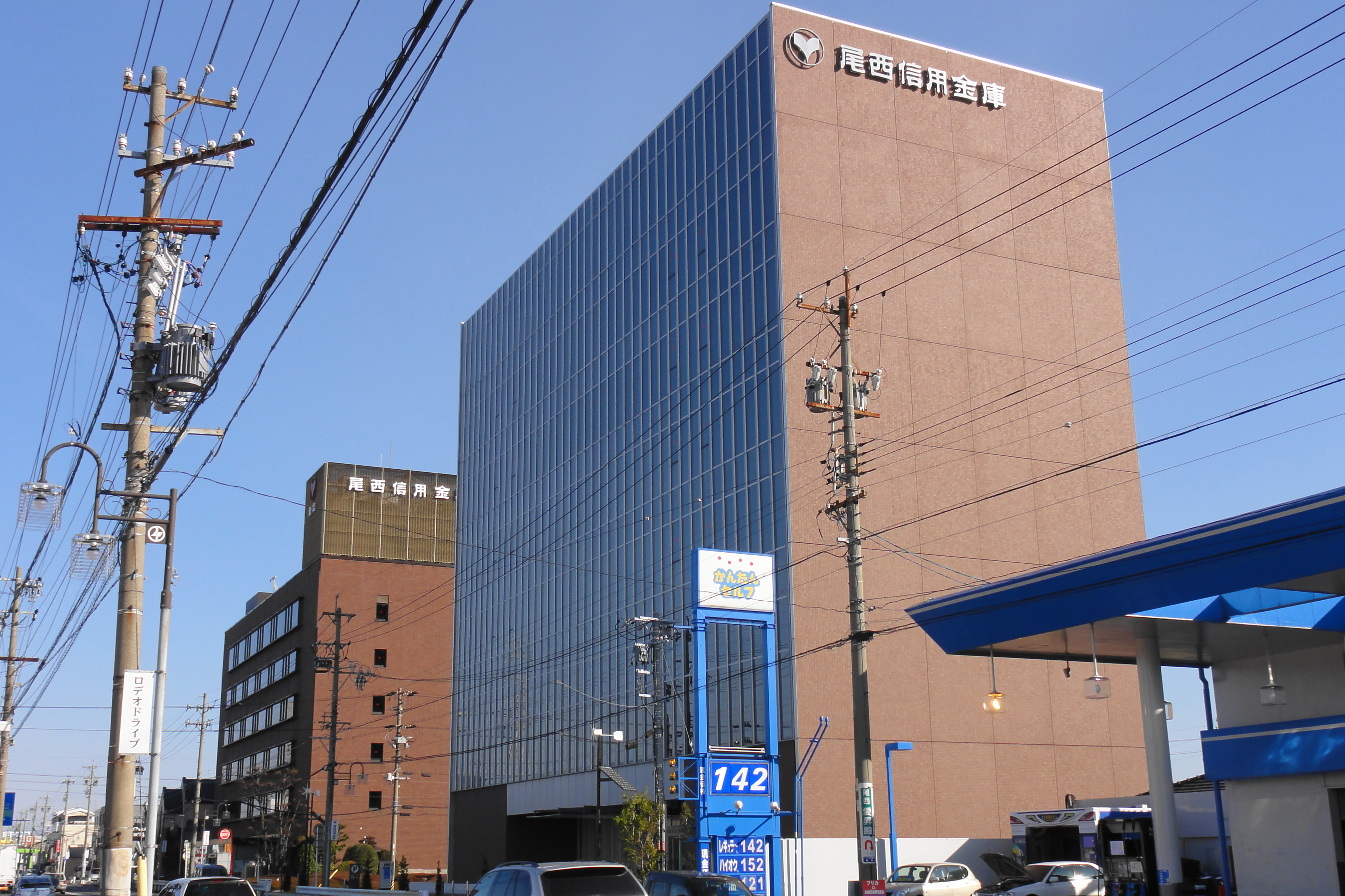
左奥：本店、手前：事務センター

尾西信用金庫（びさいしんようきんこ）英名：BISAI SHINKIN BANK は、愛知県一宮市篭屋一丁目に本店を置く信用金庫。略称は「びしん」又は「尾西信金」。

## 沿革
- 1951年（昭和26年）10月3日 - 「蘇東商工信用協同組合」として設立[2]。
- 1954年（昭和29年）
  - 9月 - 「信用金庫法」に基づく「蘇東信用金庫」に改組[2]。
  - 12月 - 尾西信用金庫に名称変更[2]。
- 1976年（昭和51年）1月 - 現・本店を建設[2]。
- 2017年（平成29年）12月 - 伝法寺支店開設（店舗数25ヵ店に）。

## 事業地区
店舗設置地区は太字表記。

### 愛知県
一宮市・稲沢市・江南市・岩倉市・小牧市・名古屋市（西区・中区・北区・中村区・東区）・愛西市・清須市・北名古屋市・西春日井郡・丹羽郡・あま市（旧甚目寺町、旧美和町）
本店は旧尾西市域にある。

### 岐阜県
岐阜市（旧柳津町）・羽島市・各務原市（旧川島町）・羽島郡笠松町